# Miguel Monteiro
Miguel, fullständigt namn Luís Miguel Brito Garcia Monteiro, född 4 januari 1980 i Lissabon, är en portugisisk fotbollsspelare, försvarare. Miguel spelar oftast på kanten och har fascinerande dribblingsförmågor. Han spelade senast för spanska storklubben Valencia CF och har tidigare spelat för portugisiska landslaget. Han gjorde seniordebut mot Italien den 12 februari 2003. I Fotbolls-EM 2004 spelade Miguel för sitt land, vilket förlorade i finalen och vann silver.
I augusti 2004, när han spelade för Benfica, var det aktuellt att Miguel skulle börja spela för Juventus, men flytten blev aldrig av. I juli 2005 lämnade Miguel Benfica för Valencia.

## Meriter
- Portugisiska ligan: 2005 med Benfica
- Portugisiska cupen: 2004 med Benfica